# Kanton Évreux-Sud
Der Kanton Évreux-Sud war von 1982 bis 2015 ein französischer Wahlkreis im Arrondissement Évreux, im Département Eure und in der Region Haute-Normandie; sein Hauptort war Évreux, Vertreter im Generalrat des Départements war zuletzt von 2001 bis 2015 Michel Champredon.
Der Kanton Évreux-Sud hatte 18.911 Einwohner (Stand: 2012).

## Gemeinden
Der Kanton bestand aus sechs Gemeinden und einem Teil der Stadt Évreux:
| Gemeinde               | Einwohner | Code postal | Code Insee |
| ---------------------- | --------- | ----------- | ---------- |
| Angerville-la-Campagne | 1217      | 27930       | 27017      |
| Les Baux-Sainte-Croix  | 1015      | 27180       | 27044      |
| Évreux                 | 14.784    | 27000       | 27229      |
| Guichainville          | 2486      | 27930       | 27306      |
| Le Plessis-Grohan      | 675       | 27180       | 27464      |
| Saint-Luc              | 231       | 27930       | 27560      |
| Les Ventes             | 1006      | 27180       | 27678      |

Die Stadt Évreux selbst hatte 1999 insgesamt 51.198 Einwohner